# Krivij Rih-i metrótram
A Krivij Rih-i metrótram (ukránul: Криворізький метротрам, magyar átírásban: Krivorizkij metrotram) vagy gyorsvillamos (ukránul: Криворізький швидкісний трамвай, magyar átírásban: Krivorizkij svidkisznij tramvaj)  az Ukrajna Dnyipropetrovszki területén található Krivij Rih városának premetró rendszere (metrotram). Ez Ukrajna harmadikként megnyitott metróhálózata, amelyet 1985-ben adtak át.

## Építési szakaszok
| Szakasz                                                | Megnyitás       | Hozzáadott | Hozzáadott |
| Szakasz                                                | Megnyitás       | Hossz      | Megálló    |
| ------------------------------------------------------ | --------------- | ---------- | ---------- |
| Majdan Praci—Mudrjona (Miszka Likarnya megálló nélkül) | 1986. dec. 23.  | 7,7 km     | 4          |
| Budinok Rad                                            | 1988. febr. 13. | -          | 1          |
| Mudrjona—Kilceva                                       | 1989. máj. 2.   | 4,5 km     | 2          |
| Sonyacsna—Zaricsna (Elektrozavodska megálló nélkül)    | 1999. okt. 25.  | 5,5 km     | 2          |
| Elektrozavodska                                        | 2000. jún. 9.   | -          | 1          |
| Miszka Likarnya                                        | 2001. máj. 19.  | -          | 1          |
| Zaricsna-Kilce KMK                                     | 2012. máj. 25.  | -          | 4          |
| Összesen                                               | Összesen        | 18,7 km    | 15         |

## Megállók
A megállók listája északról délre.
| Vonalak    | Kép | Név                   | Ukrán név            | Megnyitás éve | Régi nevei                                        |
| ---------- | --- | --------------------- | -------------------- | ------------- | ------------------------------------------------- |
| M2, M3     |     | Zaricsna              | Зарiчна              | 1999          |                                                   |
| M2, M3     |     | Elektrozavodszka      | Електрозаводська     | 2000          |                                                   |
| -          |     | Vovnoprjadilna        | Вовнопрядильна       | Befejezetlen  |                                                   |
| M2, M3     |     | Indusztrialna         | Iндустрiальна        | 1999          |                                                   |
| M1         |     | Majdan Praci          | Майдан Працi         | 1986          |                                                   |
| M1, M2, M3 |     | Szonyacsna            | Сонячна              | 1986          | Zsovtneva (2007-ig), Imenyi Hutovszkoho (2016-ig) |
| M1, M2, M3 |     | Miszka Likarnya       | Мiська Лiкарня       | 2001          |                                                   |
| M1, M2, M3 |     | Vecsirnyij bulvar     | Вечірній бульвар     | 1986          | Majdan Artema (2016-ig)                           |
| M1, M2, M3 |     | Mudrjona              | Мудрьона             | 1986          | Dzerzsinszka (2016-ig)                            |
| M1, M2, M3 |     | Budinok Rad           | Будинок Рад          | 1988          |                                                   |
| M1, M2, M3 |     | Proszpekt Metalurhiv  | Проспект Металургiв  | 1989          |                                                   |
| M1, M2     |     | Kilceva               | Проспект Металургiв  | 1989          |                                                   |
| M3         |     | KNEU                  | КНЕУ                 | 2012          |                                                   |
| M3         |     | Druha Miszka Likarnya | Друга мiська лiкарня | 2012          |                                                   |
| M3         |     | Tretya Dyilnicja      | 3-я дільниця         | 2012          |                                                   |
| M3         |     | Kilce KMK             | Кiльце КМК           | 2012          |                                                   |